# Grotte di Schmerling
Le grotte di Schmerling (anche note come Grottes d'Engis) sono un complesso di cavità sotterranee nel territorio di Flémalle in Vallonia, dove nel 1829 furono trovati i resti di un bambino chiamati Engis 2, di quello che, riconosciuto come tale solo a posteriori, è stato il primo ritrovamento di Homo neanderthalensis.